# 頂溪站
25°00′49″N 121°30′56″E / 25.013518°N 121.515424°E
頂溪站位於台灣新北市永和區，為台北捷運中和新蘆線（中和線）的捷運車站。

## 車站概要
車站位於永和路下方，鄰近中正橋，位於龜崙蘭溪洲之頂溪洲，車站編號為O04。

## 車站構造
本站設有2座出入口，地下2層車站，一座島式月台。本站設有半高式月台門。

### 車站樓層

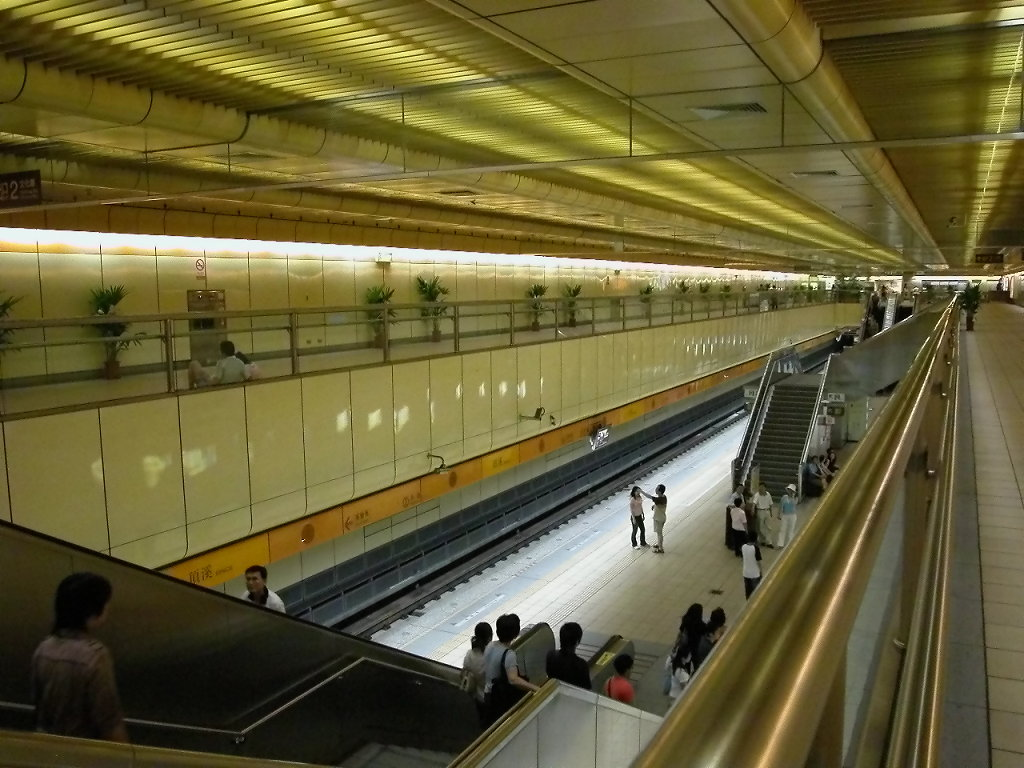
2007年2月的頂溪站月台

| 地面      | 出入口             | 出入口                                                                    |
| 地下 一樓 | 大廳層             | 車站大廳、服務台、自動售票機、驗票閘門                                    |
| 地下 一樓 | 大廳層             | 洗手間（站體南側付費區外，近出口1） 頂溪商店（站體北側付費區外，近出口2） |
| 地下 二樓 | 一月台             | ← 中和新蘆線 往迴龍／蘆洲方向（O05 古亭站）                               |
| 地下 二樓 | 島式月台，左側開門 |                                                                           |
| 地下 二樓 | 二月台             | 中和新蘆線 往南勢角方向（O03 永安市場站）→                                |

### 車站出口
出口1位於車站南端，出口2位於車站北端，無障礙電梯位於出口1。所有的出入口均有聯合開發大樓，出口2設有頂溪商店。
| 出入口               | 圖片 | 位置                                                         |
| -------------------- | ---- | ------------------------------------------------------------ |
| 出入口1 · 設有手扶梯 |      | 中興街（永和路二段與中興街口）（此出口設有捷運共構政府大樓） |
| 出入口2 · 設有手扶梯 |      | 文化路（永和路二段與文化路口）（此出口設有捷運共構政府大樓） |
| 註： 設有手扶梯      |      |                                                              |

## 歷史
- 1998年12月24日：隨著捷運淡水線「車站－中正紀念堂」段、新店線「中正紀念堂－古亭」段與中和線正式通車而啟用[3]（p. 328）。
- 2003年：配合台北市政府改採漢語拼音為主要譯名標準的新政策，站名的官方英譯由原本威妥瑪拼音的Tinghsi Station改為Dingxi Station。[4]
- 2011年8月3日：凌晨2時40分，郭姓副站長利用1號出口電扶梯搬運3公尺長的防洪擋板，由於不慎使該板碰撞天花板，另一端反作用掀開踏階，導致郭跌落梯下5米深坑洞。受困至上午7時方由消防隊救出送醫，仍傷重不治[5]。
- 2011年12月13日：當晚8時06分，1號月台發生一名年約五十歲的男子跳軌，列車無法進站，停在南端橫渡軌，捷運公司立刻將「北投－南勢角」營運模式切成「古亭－南勢角」單線雙向（利用往南勢角方向路軌）運轉，並開放古亭站不開放載客的4號月台作為暫時端點站暨發車月台，往北投方向須於該站1號月台（上樓）搭乘往淡水方向列車，淡水線（6分鐘）、新店線（6分鐘，古亭-新店12分鐘）及中和線（20分鐘）班次均受到影響，直到8時45分恢復營運。
- 2015年1月16日：半高式月台門正式啟用。[6]

## 利用狀況
依據2024年12月資料，頂溪站每日旅運量約為69,518人次，在台北捷運各站中排行第14名。
| 年   | 年間       | 年間       | 年間       | 年間  | 單日平均 | 單日平均 |
| 年   | 上車       | 下車       | 上下車計   | 來源  | 上車     | 上下車   |
| ---- | ---------- | ---------- | ---------- | ----- | -------- | -------- |
| 1998 | 沒資料     | 沒資料     | 沒資料     | [ 7 ] | [ 註 2 ] | [ 註 2 ] |
| 1999 | 3,572,004  | 3,718,844  | 7,290,848  | [ 7 ] | 9,786    | 19,975   |
| 2000 | 6,956,115  | 7,385,609  | 14,341,724 | [ 7 ] | 19,006   | 39,185   |
| 2001 | 6,996,962  | 7,523,923  | 14,520,885 | [ 7 ] | [ 註 3 ] | [ 註 3 ] |
| 2002 | 7,560,006  | 8,103,856  | 15,663,862 | [ 7 ] | 20,712   | 42,915   |
| 2003 | 7,545,339  | 7,959,566  | 15,504,905 | [ 7 ] | 20,672   | 42,479   |
| 2004 | 8,399,376  | 8,705,858  | 17,105,234 | [ 7 ] | 22,949   | 46,736   |
| 2005 | 8,563,204  | 8,888,038  | 17,451,242 | [ 7 ] | 23,461   | 47,812   |
| 2006 | 8,575,059  | 8,968,048  | 17,543,107 | [ 7 ] | 23,493   | 48,063   |
| 2007 | 8,778,840  | 9,173,846  | 17,952,686 | [ 7 ] | 24,052   | 49,185   |
| 2008 | 9,216,464  | 9,664,279  | 18,880,743 | [ 7 ] | 25,182   | 51,587   |
| 2009 | 8,999,050  | 9,373,357  | 18,372,407 | [ 7 ] | 24,655   | 50,335   |
| 2010 | 9,159,689  | 9,538,105  | 18,697,794 | [ 7 ] | 25,095   | 51,227   |
| 2011 | 9,563,618  | 9,941,104  | 19,504,722 | [ 7 ] | 26,202   | 53,438   |
| 2012 | 10,010,224 | 10,405,417 | 20,415,641 | [ 7 ] | 27,350   | 55,780   |
| 2013 | 11,184,274 | 11,559,384 | 22,743,658 | [ 7 ] | 30,642   | 62,311   |
| 2014 | 11,698,182 | 12,039,206 | 23,737,388 | [ 7 ] | 32,050   | 65,034   |
| 2015 | 12,084,506 | 12,397,310 | 24,481,816 | [ 7 ] | 33,108   | 67,073   |
| 2016 | 12,462,648 | 12,763,987 | 25,226,635 | [ 7 ] | 34,051   | 68,925   |
| 2017 | 12,601,619 | 12,884,517 | 25,486,136 | [ 7 ] | 34,525   | 69,825   |
| 2018 | 12,776,770 | 13,164,175 | 25,940,945 | [ 7 ] | 35,005   | 71,071   |

## 車站周邊
1出入口：
- 樂華觀光夜市
- 柯達大飯店
- 永和區公所
- 新北市公共自行車租賃系統
  - 捷運頂溪站（中興街）
  - 捷運頂溪站（復興街1巷）
- 永和保福宮
- 店仔街福德宮
- 永和國民運動中心
- 新北市政府警察局永和分局新生派出所
- 新北市立圖書館永和忠孝圖書閱覽室
- 新北市私立育才國民小學

2出入口：
- 新北市公共自行車租賃系統
  - 捷運頂溪站（2號出口）
- 頂溪商圈
- 新北市政府警察局永和分局中正橋派出所
- 世界豆漿大王/永和豆漿
- 楊三郎美術館/市定古蹟
- 中正橋
- 永和南清宮
- 新北環河快速道路
- 仁愛公園
- 頂溪國小
- 網溪國小
- 私立竹林小學
- 新北市立永平高級中學
- 永和綠寶石公園
- 綠光河岸公園
- 莊敬高職（永和校區）

## 公車資訊
站牌名為《捷運頂溪站》
| 編號              | 經營業者             | 區間                   | 備註                                                    |
| ----------------- | -------------------- | ---------------------- | ------------------------------------------------------- |
| 5                 | 大都會客運           | 中和－行天宮           | 低地板公車                                              |
| 51                | 台北客運             | 板橋－永和             | 屬於新北市區公車。 低地板公車                           |
| 57                | 台北客運             | 板橋－永和             | 屬於新北市區公車。 低地板公車                           |
| 214               | 中興巴士             | 中和－內湖             | 回程停靠此站。 低地板公車                               |
| 214直             | 中興巴士             | 中和－松山機場         | 低地板公車                                              |
| 227               | 中興巴士             | 三重－永和             | 低地板公車                                              |
| 241               | 台北客運             | 中和－博愛路           | 回程停靠此站，屬於新北市區公車。 部分班次行駛低地板公車 |
| 242               | 台北客運             | 中和－西門             | 例假日停駛，屬於新北市區公車。                          |
| 249               | 欣欣客運             | 華夏科技大學－台北車站 | 屬於新北市區公車。 部分班次行駛低地板公車               |
| 262               | 大都會客運           | 宏國科大－民生社區     | 低地板公車                                              |
| 262區間車         | 大都會客運           | 中和－民生社區         | 低地板公車                                              |
| 297               | 大都會客運           | 中和－成功中學         | 低地板公車                                              |
| 304重慶           | 中興巴士             | 故宮博物院－永和       | 行經重慶北路。 低地板公車                               |
| 304承德           | 中興巴士             | 故宮博物院－永和       | 行經承德路。 低地板公車                                 |
| 624               | 台北客運             | 新店－西門             | 屬於新北市區公車。 低地板公車                           |
| 624綠             | 台北客運             | 新店－西門             | 屬於新北市區公車。 低地板公車                           |
| 670               | 欣欣客運             | 華夏科技大學－台北車站 | 部分班次行駛低地板公車                                  |
| 706               | 台北客運             | 三峽－西門             | 屬於新北市區公車。 低地板公車                           |
| 橘3               | 台北客運             | 中和－捷運頂溪站       | 屬於新北市區公車。                                      |
| F521              | 萬泰通運             | 仁愛公園－捷運頂溪站   |                                                         |
| F522              | 日華通運             | 捷運頂溪站－環河東路   |                                                         |
| 內科通勤專車2     | 中興巴士             | 中和高中－內湖科技園區 | 例假日停駛。 低地板公車                                 |
| 內科通勤專車3     | 大都會客運、台北客運 | 駕訓中心－內湖科技園區 | 例假日停駛。 低地板公車                                 |
| 頂溪-頂埔跳蛙公車 | 台北客運             | 頂溪－頂埔             | 屬於新北市區公車。 低地板公車、路徑類同706              |

## 公共藝術
月台上有永和國際獅子會及福和國際獅子會捐贈之「太極」雕刻兩座。

## 腳註

### 來源資料
1. 1 2  . 臺北大眾捷運股份有限公司. 2021-01-15.
2. ↑  . 臺北市政府捷運工程局.   [2011-02-13]. （原始内容存档于2011-02-26）.
3. 1 2  徐榮崇. . 臺北市文獻委員會. 2015年12月  [2020-01-04]. ISBN 9789860469875. （原始内容存档于2020-12-07）.
4. ↑  . 蘋果日報. 2003-11-24  [2020-12-27]. （原始内容存档于2021-01-12） （中文（臺灣））.
5. ↑  離奇！北捷手扶梯夾死副站長 （页面存档备份，存于）.中國時報.2011-08-04
6. ↑  防跳軌 北捷15站設月台門.聯合新聞網.2010-09-26 的存檔，存档日期2010-09-29.
7. ↑  . 臺北市交通統計資料庫查詢系統. 2019-04-10  [2019-05-05]. （原始内容存档于2019-07-13）.

## 外部連結
- 臺北大眾捷運股份有限公司 （页面存档备份，存于）
- 臺北市政府捷運工程局 （页面存档备份，存于）
- 頂溪站位置圖（台北捷運公司） （页面存档备份，存于）
- 頂溪站車站剖面相關位置圖（台北捷運公司） （页面存档备份，存于）
- 販賣店現況 （页面存档备份，存于）